# 宫女

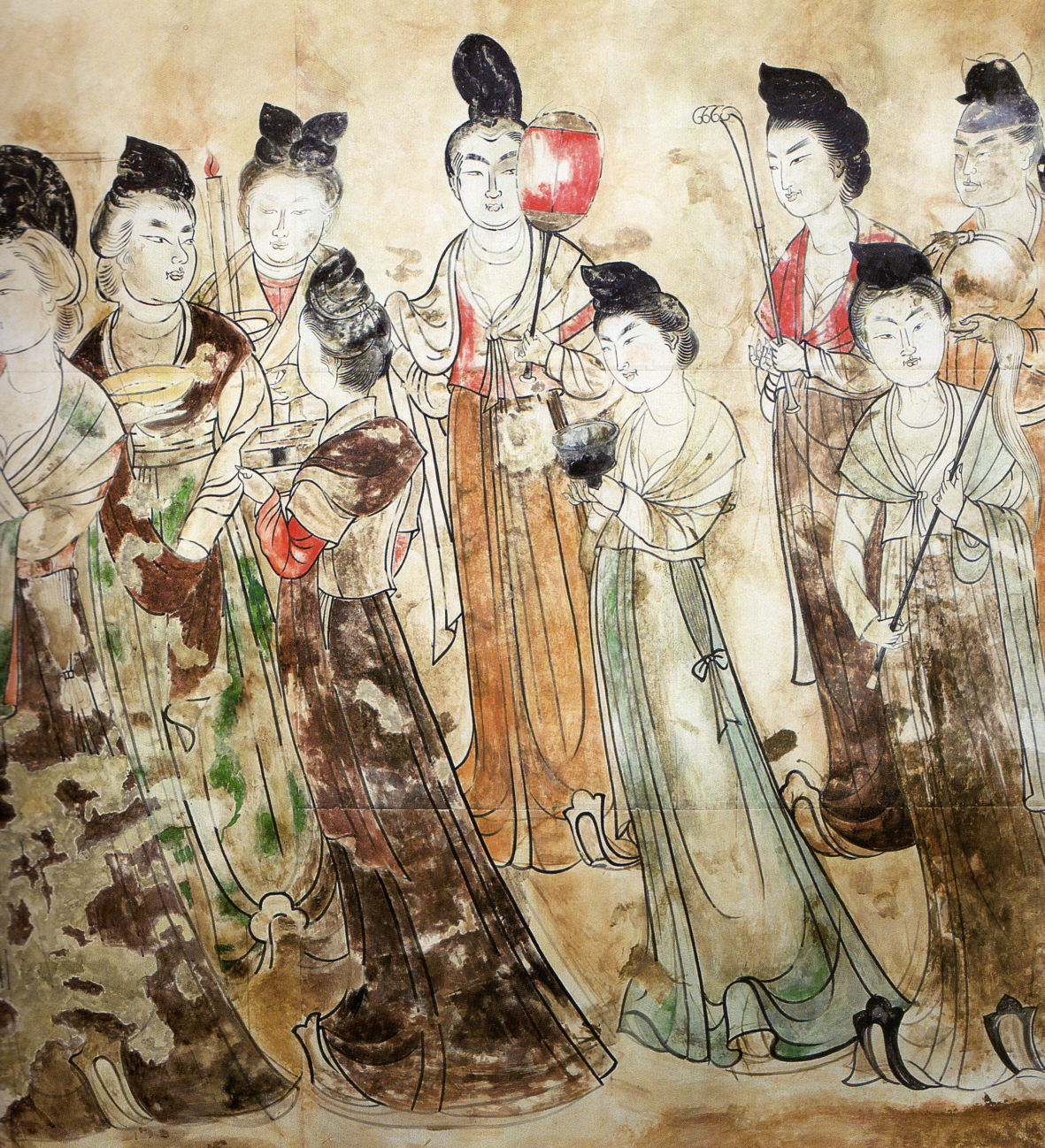
唐代永泰公主墓室壁畫的宮女。

宫女，也称宫人，狭义上指君主、其家庭的女僕或侍女，广义上指君主后宫包括妃嫔的所有女性，較為高級的宮女則稱為女官。在不同的国家、朝代，宫女主要的职能是为君主、其家庭的做杂役，为皇家提供音乐、舞蹈等娱乐。在君主專制政體中，宫女被视为君主的准妾室。宫女被君主临幸后，一般会进行册封，获得妃嫔位号。中国历史上，亦有宫女被皇帝临幸后，雖被視為皇帝的妾室，但未受册封為妃嬪的例子，如明朝的戴银娘、胡氏等人。有些更沒有妾室地位，只維持宮中僕役身份。宫女的来源可能是强制，如奴隶、战俘、罪犯之眷属、宮女才選。也有一些情况下是自愿的，如明代宣宗起秀女多選幼女，養之教之，以禮教陰禮御婢。

## 中国
年華老去的宮女，可以退宮。帝王登基時，往往都會把宮人放出民間。在唐代，有些宮女退宮後會進入道觀修道。
明代洪武朝即欲規範退宮制度，洪武廿二年曾下誥敕令其外有家者，或五載或六載，歸其父母，聽從婚嫁。除新帝登基，常以災異大放宮女，若太長未放宮女，儒臣必以陰陽之理規勸皇帝，以陰氣怨氣不滯留宮中，加上紫禁城空間最多就容納不到3000宮女，放年長宮女進年輕的宮女，少有皇帝不允的。

## 朝鲜
李氏朝鮮每年从兩班、中人、常民、白丁阶层的女孩中挑选宫女。入宫后为見習的小宫女，小宫女通過考試後成為正式的宫女，稱為內人；由於有可能被王上看中而成為他的女人，故入宮時要鍳明仍是處子之身。资深宫女通過考核可升为尚宫。最高为提调尚宫，掌管一座宫殿的事务。宫女在年老体衰的时候，或者主人去世守丧3年后可以退宫。退宫的宫女亦不得婚嫁，故此除了成為王上的妃嬪，等於要終身守貞。 
在朝鮮王朝實錄中，可能為了稱呼方便，廣義的將嬪妃與宮女都稱為宮人。

## 土耳其
奥斯曼帝国的宫女来源为女奴或自愿。宫女一般是在后宫做杂役，通常由太后管辖。非常美丽或有才艺的宫女，可能会被训练之后引见给蘇丹，得到苏丹宠幸后，有機會升为嫔妃。

## 延伸阅读
[在维基数据编辑]
 《欽定古今圖書集成·明倫彙編·宮闈典·宮女部》，出自陈梦雷《古今圖書集成》